# Boeing KC-707 Águila
El KC-707 Águila es un avión cisterna derivado del Boeing 707 de la Fuerza Aérea de Chile, pertenece al Grupo de Aviación Nº10. La Fuerza Aérea de Chile también adaptó otro 707 como avión de alerta temprana, el EC-707 Cóndor, ambas modificaciones fueron realizadas por la IAI.

## Historia
El 20 de abril de 1995, se firman los contratos para la compra de los elementos necesarios para transformar uno de los B-707 en avión cisterna, trabajo que realizaría ENAER bajo la asesoría de la firma IAI Bedek Aviation Group, quien se adjudicó un contrato por 11 millones de dólares estadounidenses. 
La entrega del avión denominado Águila se realizó el 31 de julio de 1996 en dependencias de ENAER. Este aparato está pintado con un esquema wrap around en gris de superioridad aérea. Se le instaló dos pods de puntera alar provistos por la empresa IAI (modelo Sargent Fletcher URS 34.000 construidos bajo licencia), recibiendo a la vez un moderno sistema de navegación compuesto por una central inercial y un GPS.
Actualmente se encuentra retirado y prestó servicio con el Grupo de Aviación N° 10 con base en el Aeropuerto Arturo Merino Benítez. Los primeros ensayos operativos permitieron el repostaje completo de un Mirage Pantera en 5 minutos, mientras que para un Cessna A-37 la operación demandó unos 3 minutos.